# Landzicht (Heerjansdam)
Landzicht is een staande ronde gemetselde korenmolen uit 1868 in de Zuid-Hollandse plaats Heerjansdam.
De molen is niet meer draaivaardig. Er zijn plannen om de molen te herstellen in 2010. In 2018 is de kap gerestaureerd en opnieuw aangebracht, doch lijkt een draaivaardige restauratie er voorlopig nog niet aan te komen.